# Saldula severini
Saldula severini är en insektsart som beskrevs av Harris 1943. Saldula severini ingår i släktet Saldula och familjen strandskinnbaggar. Inga underarter finns listade i Catalogue of Life.